# André Boesberg
André Boesberg, né le 26 décembre 1949 à Bois-le-Duc, est professeur de néerlandais dans un collège néerlandais avec sa femme qui enseigne l'allemand. Boesberg a aussi été membre du Meesterclub, un club de neuf auteurs néerlandais également enseignants. Il a trois enfants.

## L'écrivain
André Boesberg commence à écrire à l'âge de 46 ans des livres pour enfants puis se dirige vers des livres pour adultes. Il préfère désormais écrire pour les adolescents. Il écrit la plupart du temps à partir d'événements vécus par les jeunes de son entourage. C'est le cas de Sohail Wahedi, son élève dont l'histoire est racontée à travers le roman Fuir les Talibans. Ce roman a été sélectionné en 2013 pour participer au Prix des Lecteurs dans la Sarthe.